# Hürmen
Hürmen (mongoliska: Хүрмэн Сум, Хүрмэн) är ett distrikt i Mongoliet.   Det ligger i provinsen Ömnögobi, i den centrala delen av landet, 600 km söder om huvudstaden Ulaanbaatar.